# アレクサンドリーナ・フッテン＝チャプスカ
アレクサンドリーナ・フッテン＝チャプスカ（Alexandrina Hutten-Czapska, 1854年9月3日 - 1941年3月8日）は、帝政ロシアのポーランド系貴族女性。ドイツのヘッセン大公ルートヴィヒ4世の愛人となり、後に2番目の妻となった。しかし2人の結婚はイギリス王室の猛反対を受けたため、すぐに離婚した。

## 生涯
アダム・フッテン＝チャプスキ（1819年 - 1884年）とその妻マリア・アンナ・ジェヴスカ（1827年 - 1897年）の間の次女として生まれた。父は1874年にロシア政府から伯爵位を授けられた地主貴族である。叔父エメリク・フッテン＝チャプスキは高名な古銭収集家・貨幣学者であった。
1873年2月21日にロシア人外交官アレクサンドル・コレミンと結婚する。駐ヘッセン大公国の臨時代理大使に任命された夫とともに同国の首都ダルムシュタットを訪れ、寡夫となったヘッセン大公ルートヴィヒ4世と愛人関係になり、夫と離婚した。そして1884年4月30日、2人は秘密裏に結婚した。当時のヘッセン大公国内務大臣が2人の婚姻の登記を自ら行った。この結婚は大公家の家憲に照らせば貴賤結婚に当たるため、ルートヴィヒ4世はアレクサンドリーナを正式な妻には出来ず、彼女をロムロート城に由来するロムロート伯爵夫人（Gräfin von Romrod）に叙爵するに留まった。
2人の結婚は最悪のタイミングで行われた。結婚の登記をした1884年4月30日、ルートヴィヒ4世と先妻アリスの間の長女ヴィクトリア・アルベルタとバッテンベルク公ルートヴィヒの婚礼がダルムシュタットで行われており、婚礼にはアリスの母で大公の姑にあたるイギリス女王ヴィクトリアも出席していたのである。女王は娘婿の無神経な行いに激怒し、2人の情事を手厳しく批判した。フリードリヒ・アウグスト・フォン・ホルシュタインによれば、女王は当時、末娘のベアトリス王女をルートヴィヒ4世の後妻にしたいと思っており、その当てが外れたことも女王を憤慨させた一因という。ルートヴィヒ4世の2人の義兄、ウェールズ公エドワードとドイツ皇太子フリードリヒも、アレクサンドリーナと別れて女王の怒りを解くよう、揃って大公に忠告した。
結局、この結婚はすぐに解消される運びとなり、婚姻の登記から1か月後の6月3日に2人の婚姻無効が成立した。アレクサンドリーナは50万マルクの示談金とロムロート伯爵夫人の肩書の保持を約束され、ダルムシュタット宮廷から体よく追い払われた。彼女は自分と大公との情事の顛末を新聞に売り込み、ヨーロッパ中から注目を浴びた。

## 引用
1. ↑  Minakowski, Marek Jerzy. “Aleksandra hr. Hutten-Czapska h. Leliwa (ID: 3.598.124)”. 2014年6月4日閲覧。
2. ↑  スタンリー・ワイントラウブ『ヴィクトリア女王3　産業革命の母』P40、平岡緑訳（中公文庫、2006年）
3. ↑  ワイントラウブ、P40
4. ↑  ワイントラウブ、P43
5. ↑  ワイントラウブ、P41